# Hüncheringen
Hüncheringen (luxemburgisch Hënchereng, französisch Huncherange) ist eine Ortschaft in der Gemeinde Bettemburg, Kanton Esch an der Alzette, im Großherzogtum Luxemburg.

## Lage
Hüncheringen liegt im Tal der Alzette an der Nationalstraße 13. Nachbarorte sind Bergem im Westen, Nörtzingen im Süden und Fenningen im Westen. Durch den Ort fließt der Mierbach, der hier in die Alzette mündet.

## Allgemeines und Geschichte
Hüncheringen ist ein Kirchdorf, in dem die Herren von Hüncheringen lebten. Die von Hüncheringen waren eine Nebenlinie der Herren von Rodemachern. Sie besaßen eine heute untergegangene Burg bei der heutigen Ortschaft, die 1236 erstmals erwähnt worden ist. 
Im Süden des Ortes direkt am Fluss liegt die Hüncheringer Mühle, welche noch bis in die 1990er Jahre in Betrieb war. Die Pfarrkirche St. Josef in der Ortsmitte wurde um 1903 erbaut.